# Episodi di 14º Distretto (dodicesima stagione)
La dodicesima stagione della serie televisiva 14º Distretto è stata trasmessa in anteprima in Germania da Das Erste tra l'11 agosto 1998 e il 27 ottobre 1998.
| nº | Titolo originale      | Titolo italiano | Prima TV Germania | Prima TV Italia |
| -- | --------------------- | --------------- | ----------------- | --------------- |
| 1  | Besuch von außerhalb  | inedito         | 11 agosto 1998    | inedito         |
| 2  | Papilein              | inedito         | 18 agosto 1998    | inedito         |
| 3  | Sonntagsdienst        | inedito         | 25 agosto 1998    | inedito         |
| 4  | Alles wird gut        | inedito         | 1º settembre 1998 | inedito         |
| 5  | Der Verdacht          | inedito         | 8 settembre 1998  | inedito         |
| 6  | Einsatz mit Geschmack | inedito         | 15 settembre 1998 | inedito         |
| 7  | Fehlschuß             | inedito         | 22 settembre 1998 | inedito         |
| 8  | Der alte Kapitän      | inedito         | 29 settembre 1998 | inedito         |
| 9  | Feiglinge             | inedito         | 6 ottobre 1998    | inedito         |
| 10 | Faule Eier            | inedito         | 13 ottobre 1998   | inedito         |
| 11 | Ermessensfrage        | inedito         | 20 ottobre 1998   | inedito         |
| 12 | Der Koffer            | inedito         | 1998              | inedito         |
| 13 | Tanjas Entscheidung   | inedito         | 27 ottobre 1998   | inedito         |